# Acroglochin persicarioides
Acroglochin persicarioides là loài thực vật có hoa thuộc họ Dền. Loài này được (Poir.) Moq. mô tả khoa học đầu tiên năm 1849.